# HEADHUNT
「HEADHUNT」（ヘッドハント）は、OKAMOTO'Sの6枚目のシングル。2015年2月4日にAriola Japan（Sony Music Labels）から発売された。期間生産限定盤は描きおろしイラスト2面デジパック仕様で、ミュージック・ビデオ等が収録されたDVDが同梱。

## 概要
前作「SEXY BODY」から2年ぶりのシングル。TOKYO MXほかで放送されたアニメ「デュラララ!!×2 承」オープニングテーマに起用された。通常盤のアートワークは平野タカシが担当している。
オカモトショウは「自分たちらしい曲を作りたいっていう想いはありつつ、なるべくストーリーや世界観に沿ったものしたいなと思っていた。アニメのファンにも、OKAMOTO'Sのファンにとっても納得のダブルミーニングになりうる歌詞が作れると思ったし、そこはソングライターとして燃えるところだった」。オカモトコウキは「OKAMOTO'Sの楽曲を聴いた監督から直接オファーをしてくれた。いつもの自分たちの勢いや音を使いたいってことなのかな、と感じていたからそんなに大変な作業ではなかった」。

## 収録曲

### 通常盤
1. HEADHUNT [4:29]
(作詞：オカモトショウ, いしわたり淳治 / 作曲：オカモトコウキ / 編曲：OKAMOTO'S, 大久保友裕)
  - TOKYO MX アニメ「デュラララ!!×2 承」オープニングテーマ。
2. チャンス [3:40]
(作詞：オカモトコウキ, オカモトショウ / 作曲：オカモトコウキ / 編曲：OKAMOTO'S)
  - ハマ・オカモトはこの楽曲を「80年代解釈のモータウンです」と話している[6]。
3. HEADHUNT (instrumental) [4:29]
4. Beek -Acoustic Studio Session- [5:03]
(作詞：オカモトショウ / 作曲：OKAMOTO'S / 編曲：OKAMOTO'S)
  - 1stアルバム「10'S」収録曲のアコースティック・バージョン。

### 期間限定生産盤
1. HEADHUNT [4:29]
2. チャンス [3:40]
3. HEADHUNT (デュラララ!!×2 承 short version) [1:38]
4. HEADHUNT (instrumental) [4:29]

### DVD
1. HEADHUNT (Music Video)
2. TVアニメーション「デュラララ!!×2 承」ノンクレジット オープニング映像